# Dissotrocha kostei
Dissotrocha kostei is een raderdiertjessoort uit de familie Philodinidae. De wetenschappelijke naam van deze soort is voor het eerst geldig gepubliceerd in 2007 door Segers.